# Diatar
Diatar est une localité du Sénégal, située dans le nord du pays, au bord du fleuve Sénégal, près de Podor.

## Administration
Diatar fait partie de la communauté rurale de Guédé Village dans le département de Podor (région de Saint-Louis).

## Géographie

### Population
Lors du dernier recensement, Diatar comptait 2 038 habitants et 237 ménages.

### Activités économiques
Le village vit traditionnellement de l'agriculture.

## Personnalités nées à Diatar
Diatar a donné au Sénégal en général et le département de Podor en particulier des hommes et des femmes illustres. En effet, des descendants de Diatarois ont occupé des postes de haute responsabilité dans l'administration sénégalaise. C'est le cas du regretté Honorable député Hamidou TALL qui contribua largement au développement du village et de ses environs notamment dans l'électrification et l'adduction en eau potable. C'est le cas de Me Aissata Tall SALL également député à l'hémicycle et Mairesse de Podor.
Il y a d'autres illustres fils de Diatar qui œuvrent pour le Sénégal et ce dans plusieurs domaines tels que la télécommunication, l'éducation, la culture et le tourisme et bien d'autres.